# Kypello Ellados 2000-2001
La Coppa di Grecia 2000-2001 è stata la 59ª edizione del torneo. La competizione è terminata il 12 maggio 2001. Il PAOK ha vinto il trofeo per la tredicesima volta, battendo in finale l'Olympiacos.

## Fase a gruppi

### Gruppo 1
| Squadra        | P.ti | G  | V | N | P | GF | GS | DR  |
| -------------- | ---- | -- | - | - | - | -- | -- | --- |
| Arīs Salonicco | 21   | 10 | 6 | 3 | 1 | 16 | 9  | +7  |
| Panserraïkos   | 18   | 10 | 5 | 3 | 2 | 16 | 8  | +8  |
| Akratītos      | 15   | 10 | 4 | 3 | 3 | 16 | 14 | +2  |
| Leonidio       | 12   | 10 | 3 | 3 | 4 | 10 | 15 | -5  |
| Kalamata       | 11   | 10 | 3 | 2 | 5 | 13 | 13 | 0   |
| Lyki Kalochori | 5    | 10 | 1 | 2 | 7 | 8  | 20 | -12 |

|                | AKR | ARI | KAL | LEO | LYK | PSR |
| -------------- | --- | --- | --- | --- | --- | --- |
| Akratitos      | –   | 1–2 | 1–2 | 0–0 | 2–1 | 1–1 |
| Aris Salonicco | 3–3 | –   | 1–0 | 2–1 | 1–0 | 2–0 |
| Kalamata       | 0–1 | 1–1 | –   | 4–1 | 2–1 | 1–2 |
| Leonidio       | 1–2 | 2–1 | 2–2 | –   | 1–0 | 1–0 |
| Lyki Kalochori | 2–4 | 1–3 | 2–1 | 0–0 | –   | 0–0 |
| Panserraikos   | 2–1 | 0–0 | 1–0 | 4–1 | 4–1 | –   |

### Gruppo 2
| Squadra       | P.ti | G  | V | N | P | GF | GS | DR  |
| ------------- | ---- | -- | - | - | - | -- | -- | --- |
| Panīleiakos   | 22   | 10 | 6 | 4 | 0 | 14 | 1  | +13 |
| Ionikos       | 18   | 10 | 5 | 3 | 2 | 18 | 10 | +8  |
| Panaigialeios | 11   | 10 | 3 | 2 | 5 | 10 | 13 | -2  |
| Lamia         | 10   | 10 | 2 | 4 | 4 | 7  | 14 | -7  |
| Marko         | 10   | 10 | 2 | 4 | 4 | 11 | 17 | -6  |
| Kallithea     | 9    | 10 | 2 | 3 | 5 | 9  | 14 | -5  |

|             | ION | KLT | LAM | MRK | PNG | PLK |
| ----------- | --- | --- | --- | --- | --- | --- |
| Ionikos     | –   | 3–0 | 3–0 | 4–1 | 3–0 | 0–1 |
| Kallithea   | 0–0 | –   | 4–1 | 2–3 | 1–0 | 0–0 |
| Lamia       | 1–2 | 1–0 | –   | 3–2 | 0–2 | 1–1 |
| Marko       | 2–2 | 1–1 | 0–0 | –   | 2–0 | 0–0 |
| Panegialios | 1–1 | 3–1 | 0–0 | 4–0 | –   | 0–3 |
| Paniliakos  | 4–0 | 2–0 | 0–0 | 1–0 | 2–0 | –   |

### Gruppo 3
| Squadra         | P.ti | G  | V | N | P | GF | GS | DR  |
| --------------- | ---- | -- | - | - | - | -- | -- | --- |
| Īraklīs         | 25   | 10 | 8 | 1 | 1 | 27 | 6  | +21 |
| Apollōn Smyrnīs | 18   | 10 | 5 | 3 | 2 | 14 | 9  | +5  |
| Athīnaïkos      | 18   | 10 | 5 | 3 | 2 | 15 | 12 | +3  |
| Agios Nikolaos  | 10   | 10 | 3 | 1 | 6 | 6  | 16 | -10 |
| Acharnaïkos     | 7    | 10 | 2 | 1 | 7 | 12 | 15 | -3  |
| Pierikos        | 7    | 10 | 2 | 1 | 7 | 9  | 25 | -16 |

|                 | ACH | AGN | APS | ATH | IRA | PIE |
| --------------- | --- | --- | --- | --- | --- | --- |
| Acharnaikos     | –   | 1–2 | 0–0 | 1–2 | 2–1 | 6–0 |
| Agios Nikolaos  | 1–0 | –   | 0–1 | 0–2 | 1–2 | 1–0 |
| Apollon Smyrnis | 3–0 | 0–0 | –   | 1–0 | 0–2 | 1–0 |
| Athinaikos      | 1–0 | 1–0 | 3–3 | –   | 2–2 | 3–1 |
| Iraklis         | 3–1 | 6–0 | 2–0 | 3–0 | –   | 2–0 |
| Pierikos        | 2–1 | 3–1 | 2–5 | 1–1 | 0–4 | –   |

### Gruppo 4
| Squadra              | P.ti | G  | V | N | P | GF | GS | DR  |
| -------------------- | ---- | -- | - | - | - | -- | -- | --- |
| PAOK                 | 28   | 10 | 9 | 1 | 0 | 35 | 10 | +25 |
| Panachaïkī           | 17   | 10 | 5 | 2 | 3 | 28 | 16 | +12 |
| Kavala               | 14   | 10 | 4 | 2 | 4 | 17 | 22 | -5  |
| Atromītos            | 11   | 10 | 3 | 2 | 5 | 15 | 17 | -2  |
| Nafpaktiakos Asteras | 10   | 10 | 2 | 4 | 4 | 15 | 18 | -3  |
| Ampelokipi           | 4    | 10 | 1 | 1 | 8 | 6  | 33 | -27 |

|                      | AMP | ATR | KAV | NFP | PAO | PCH |
| -------------------- | --- | --- | --- | --- | --- | --- |
| Ampelokipoi          | –   | 1–1 | 1–2 | 0–2 | 1–6 | 1–2 |
| Atromitos            | 4–0 | –   | 1–1 | 2–0 | 1–2 | 0–2 |
| Kavala               | 4–0 | 3–1 | –   | 1–0 | 1–5 | 2–6 |
| Nafpaktiakos Asteras | 0–1 | 5–2 | 1–1 | –   | 3–3 | 2–2 |
| PAOK Salonicco       | 6–1 | 1–0 | 3–1 | 4–0 | –   | 2–0 |
| Panachaiki           | 6–0 | 1–2 | 4–1 | 2–2 | 2–3 | –   |

### Gruppo 5
| Squadra             | P.ti | G  | V | N | P | GF | GS | DR  |
| ------------------- | ---- | -- | - | - | - | -- | -- | --- |
| Olympiacos          | 27   | 10 | 9 | 0 | 1 | 39 | 9  | +30 |
| Egaleo              | 24   | 10 | 8 | 0 | 2 | 23 | 10 | +13 |
| Ethnikos Asteras    | 18   | 10 | 6 | 0 | 4 | 20 | 19 | +1  |
| Trikala             | 12   | 10 | 4 | 0 | 6 | 12 | 22 | -10 |
| Patraïkos           | 4    | 10 | 1 | 1 | 8 | 11 | 28 | -17 |
| Anagennīsī Karditsa | 4    | 10 | 1 | 1 | 8 | 7  | 24 | -17 |

|                     | ANK | EGA | EAS | OLY | PTR | TRI |
| ------------------- | --- | --- | --- | --- | --- | --- |
| Anagennisi Karditsa | –   | 1–3 | 0–2 | 0–2 | 2–3 | 0–2 |
| Egaleo              | 1–0 | –   | 4–0 | 3–0 | 5–2 | 3–0 |
| Ethnikos Asteras    | 3–2 | 2–0 | –   | 1–4 | 3–1 | 6–0 |
| Olympiakos          | 7–0 | 4–1 | 5–0 | –   | 4–0 | 4–0 |
| Patraïkos           | 1–1 | 1–2 | 1–2 | 1–4 | –   | 0–3 |
| Trikala             | 0–1 | 0–1 | 2–1 | 3–5 | 2–1 | –   |

### Gruppo 6
| Squadra          | P.ti | G  | V | N | P | GF | GS | DR  |
| ---------------- | ---- | -- | - | - | - | -- | -- | --- |
| Panathīnaïkos    | 27   | 10 | 9 | 0 | 1 | 25 | 7  | +18 |
| AEK Atene        | 25   | 10 | 8 | 1 | 1 | 38 | 10 | +28 |
| Larissa          | 11   | 10 | 3 | 2 | 5 | 10 | 13 | -3  |
| Ethnikos Pireo   | 10   | 10 | 3 | 1 | 6 | 10 | 23 | -13 |
| Kozani           | 8    | 10 | 2 | 2 | 6 | 13 | 23 | -10 |
| Olympiakos Volos | 6    | 10 | 2 | 0 | 8 | 10 | 30 | -20 |

|                  | AEK | ETP | KOZ | LAR | OLV | PNA |
| ---------------- | --- | --- | --- | --- | --- | --- |
| AEK Atene        | –   | 8–0 | 5–2 | 1–0 | 9–1 | 3–1 |
| Ethnikos Pireo   | 0–3 | –   | 2–1 | 0–1 | 3–1 | 0–3 |
| Kozani           | 1–4 | 1–1 | –   | 1–1 | 2–0 | 1–3 |
| Larissa          | 2–2 | 1–2 | 2–1 | –   | 2–0 | 0–2 |
| Olympiakos Volos | 1–2 | 3–2 | 2–3 | 1–0 | –   | 0–3 |
| Panathinaikos    | 2–1 | 1–0 | 3–0 | 3–1 | 4–1 | –   |

### Gruppo 7
| Squadra                | P.ti | G  | V | N | P | GF | GS | DR  |
| ---------------------- | ---- | -- | - | - | - | -- | -- | --- |
| Paniōnios              | 19   | 10 | 5 | 4 | 1 | 21 | 9  | +12 |
| Skoda Xanthi           | 18   | 10 | 5 | 3 | 2 | 21 | 6  | +15 |
| Apollōn Kalamarias     | 18   | 10 | 5 | 3 | 2 | 20 | 12 | +8  |
| Panelefsiniakos        | 12   | 10 | 3 | 3 | 4 | 14 | 20 | -6  |
| Kilkisiakos            | 9    | 10 | 3 | 0 | 7 | 19 | 28 | -9  |
| Ialiso Rodi (-3 punti) | 4    | 10 | 2 | 1 | 7 | 9  | 29 | -20 |

|                   | APK | IAL        | KIL | PNF | PIO | SKX |
| ----------------- | --- | ---------- | --- | --- | --- | --- |
| Apollon Kalamaria | –   | 5–0        | 0–1 | 4–2 | 1–1 | 1–0 |
| Ialiso Rodi       | 1–3 | –          | 4–3 | 3–1 | 0–1 | 1–1 |
| Kilkisiakos       | 0–2 | 5–0        | –   | 5–2 | 1–5 | 0–4 |
| Panelefsiniakos   | 1–1 | 2–0 a tav. | 3–2 | –   | 1–0 | 0–0 |
| Panionios         | 2–2 | 4–0        | 4–1 | 2–2 | –   | 1–0 |
| Skoda Xanthi      | 4–1 | 4–0        | 4–1 | 3–0 | 1–1 | –   |

### Gruppo 8
| Squadra      | P.ti | G  | V | N | P | GF | GS | DR  |
| ------------ | ---- | -- | - | - | - | -- | -- | --- |
| PAS Giannina | 21   | 10 | 6 | 3 | 1 | 22 | 11 | +11 |
| Proodeftikī  | 20   | 10 | 6 | 2 | 2 | 12 | 7  | +5  |
| OFI Creta    | 20   | 10 | 6 | 2 | 2 | 16 | 7  | +9  |
| Panaitōlikos | 7    | 10 | 1 | 4 | 5 | 13 | 16 | -3  |
| Naoussa      | 7    | 10 | 1 | 4 | 5 | 9  | 18 | -9  |
| GAS Veria    | 5    | 10 | 0 | 5 | 5 | 8  | 21 | -13 |

|              | NAO | OFI | PTL | PAS | PRO | VER |
| ------------ | --- | --- | --- | --- | --- | --- |
| Naoussa      | –   | 1–4 | 1–1 | 0–2 | 0–1 | 1–1 |
| OFI Creta    | 1–0 | –   | 1–0 | 1–2 | 1–0 | 5–0 |
| Panaitolikos | 1–1 | 1–2 | –   | 2–5 | 0–1 | 1–1 |
| PAS Giannina | 3–3 | 0–0 | 2–1 | –   | 1–1 | 4–0 |
| Proodeftiki  | 2–0 | 2–0 | 0–3 | 2–1 | –   | 2–0 |
| Veria        | 1–2 | 1–1 | 2–2 | 1–2 | 1–1 | –   |

### Passano automaticamente il turno
| Squadre              |
| -------------------- |
| Chalkidona           |
| Apollon Kryas Vrysis |

## Turno addizionale
| Squadra 1   | Risultato | Squadra 2            |
| ----------- | --------- | -------------------- |
| Panīleiakos | 1 – 0     | Chalkidona           |
| Paniōnios   | 7 – 2     | Apollon Kryas Vrysis |

## Ottavi di finale
| Squadra 1       | Totale      | Squadra 2     | Andata         | Ritorno           |
| --------------- | ----------- | ------------- | -------------- | ----------------- |
| Panserraïkos    | 0 - 2       | Panachaïkī    | 0 – 1          | 0 - 1             |
| AEK Atene       | 1 - 8       | Olympiacos    | 0 – 2 (a tav.) | 1 - 6             |
| Apollōn Smyrnīs | 1 - 1 (gfc) | Egaleo        | 0 – 0          | 1 - 1             |
| Īraklīs         | 4 - 2       | PAS Giannina  | 2 – 1          | 2 - 1             |
| Paniōnios       | 3 - 7       | Panathīnaïkos | 1 – 0          | 2 - 7             |
| Skoda Xanthi    | 3 - 3 (gfc) | Ionikos       | 2 – 0          | 1 - 3             |
| Panīleiakos     | 1 - 1       | Proodeftikī   | 1 – 0          | 0 - 1 (3 – 2 dtr) |
| Arīs Salonicco  | 1 - 3       | PAOK          | 1 – 1          | 0 - 2             |

## Quarti di finale
| Squadra 1   | Totale | Squadra 2       | Andata | Ritorno |
| ----------- | ------ | --------------- | ------ | ------- |
| Panīleiakos | 1 - 4  | Apollōn Smyrnīs | 1 – 3  | 0 - 1   |
| Olympiacos  | 5 - 2  | Panathīnaïkos   | 1 – 1  | 4 - 1   |
| Panachaïkī  | 1 - 2  | Īraklīs         | 1 – 0  | 0 - 2   |
| PAOK        | 4 - 1  | Skoda Xanthi    | 2 – 0  | 2 - 1   |

## Semifinali
| Squadra 1 | Totale | Squadra 2       | Andata | Ritorno |
| --------- | ------ | --------------- | ------ | ------- |
| PAOK      | 5 - 3  | Apollōn Smyrnīs | 5 – 2  | 0 - 1   |
| Īraklīs   | 4 - 6  | Olympiacos      | 0 – 1  | 4 - 5   |

## Finale
| Arbitro: | Georgios Kasnaferis (Atene) |

|                                   |           |                                                       |
| Đorđević 79’ (rig.) Choutos 90+2’ | Marcatori | 4’ Engomitis 31’ Borbokis 46’ Georgiadis 85’ Nalitzīs |